# Klokanka

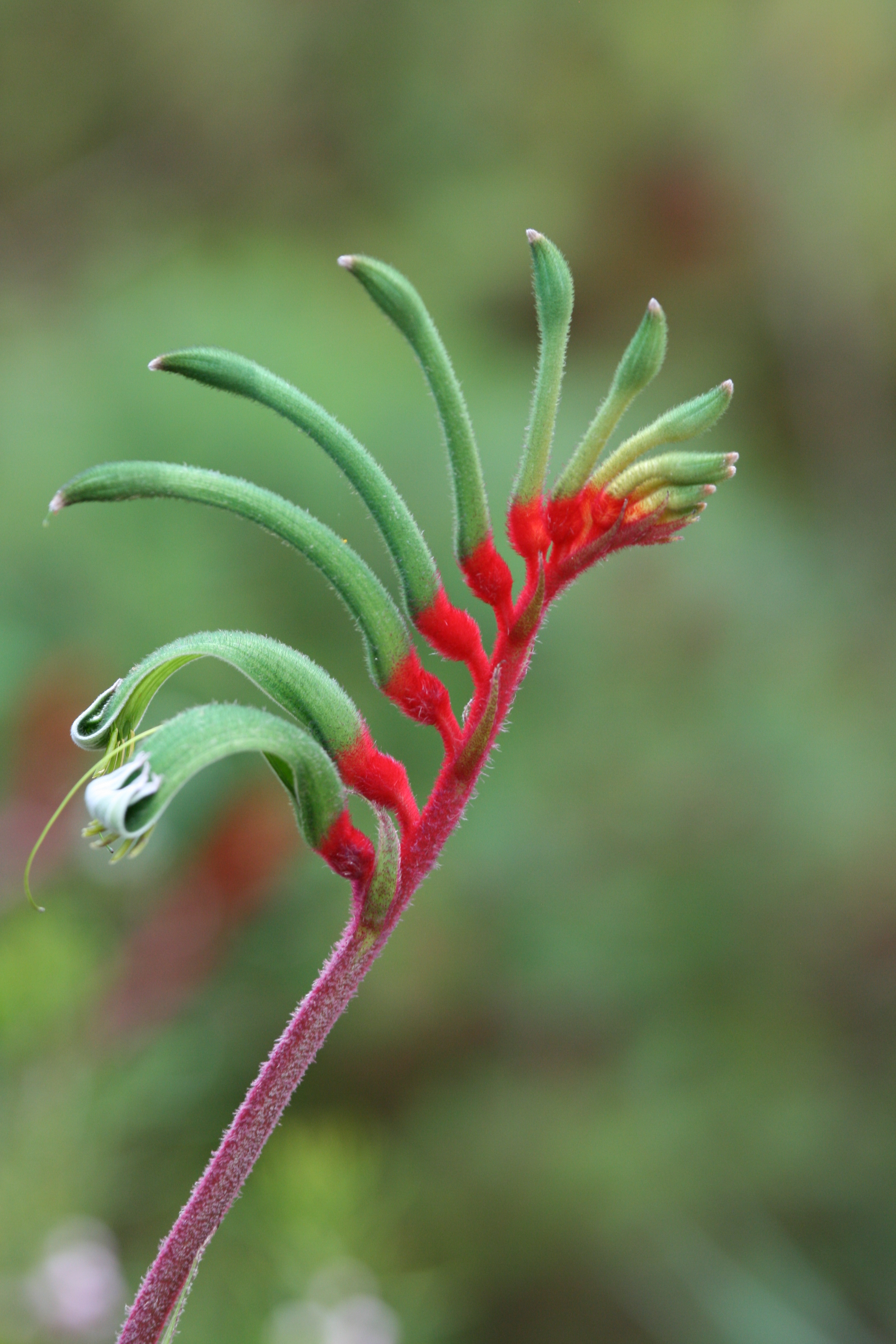
Rozkvétající květenství klokanky Manglesovy (Anigozanthos manglesii)

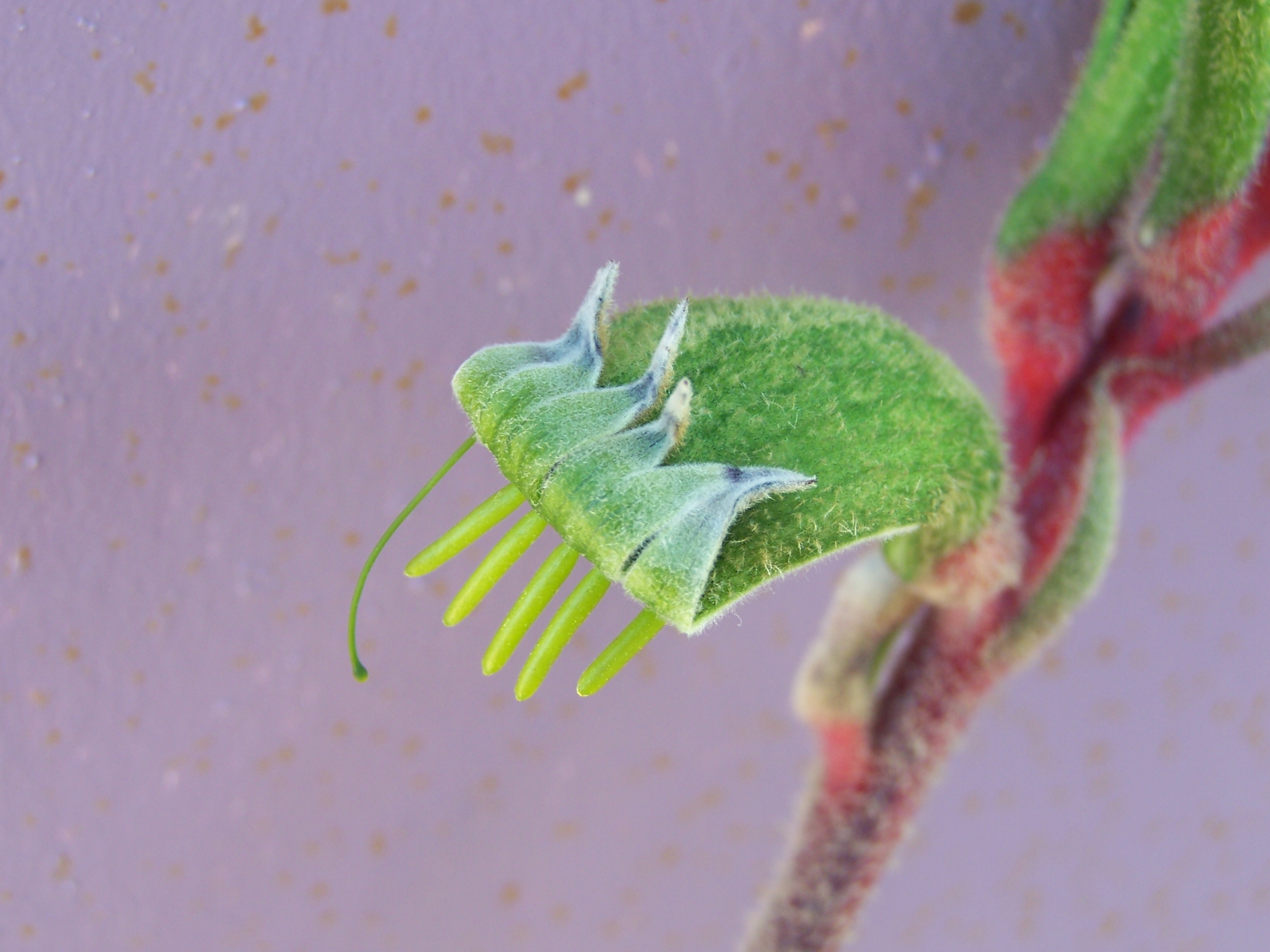
Otevřený květ s tyčinkami a tenkou čnělkou s bliznou

Klokanka (Anigozanthos), česky též rozvitec, je rod vzrůstných trsnatých bylin s pouhými 11 druhy které jsou všechny endemity Austrálie. Zajímavě uspořádané květy (připomínající přední pracku klokana) jsou důvodem jeho anglického a často překládaného pojmenování „klokaní tlapka“.

## Výskyt
Ve volné přírodě se nacházejí pouze na jihozápadním cípu australského kontinentu, od města Geraldton na jihu západního pobřeží po město Esperance na západě jižního pobřeží. Všechny druhy jsou si podobné, odlišují se hlavně barvou květů, výškou vzrůstu a biotopem ve kterém rostou. Některým druhům prospívá propustná půda a jen občasný déšť jinak zahnívají, jiné naopak mohou mít mimo období klidu kořeny zatopeny vodou. Roste na keřovitých pastvinách, okolo cest a vodních toků i jako podrost v řídkých eukalyptových lesích.
Na počátku australského jara vyrůstají z oddenku listy a následně i stvoly. Koncem jara a počátkem léta, od listopadu do února, rostlina začíná kvést. Po odkvětu, kdy v přírodě nastává období poměrného sucha, listy odumírají a pro rostlinu nastává až do příštího předjaří období klidu.
V České republice je klokanka k vidění v Botanické zahradě v Liberci v pavilonu „C“.

## Popis
Jsou to vytrvalé rostliny dožívající se i několika desetiletí. Tyto jednoděložné oboupohlavné rostliny vyrůstají z vytrvalého, výrazně červeného oddenku poměrně hluboko kořenícího. Ploché, lysé, trávovitě úzké listy bez řapíků, vzpřímené nebo srpovité, mohou dosahovat délky 1 m a šířky 3 cm. Jsou pevné, kožovité, podélně žilkované a mají celistvé okraje. Ze středu jejich trsu vyrůstá jedna nebo několik (až 10) jednoduchých nebo rozvětvených květných lodyh, mohou vyrůst do 2 m a výše.
Květní stvol, v horní části sametově chlupatý, bývá většinou výrazně zbarven červeně, žlutě nebo zeleně. Je zakončen květy seskupenými do květenství hrozen nebo lata. Tyto souměrné květy mají šest špičatých rovných nebo zahnutých nestejných okvětních lístků, vyrůstajících v jednom kruhu, které srůstají nad semeníkem v dlouho, více méně prohnutou trubku. Také okvětí, tyčinky a listeny jsou porostlé jemnými krátkými barevnými chloupky. V květu je šest tyčinek s prašníky a ze tří plodolistů sestavený spodní semeník zakončený tenkou čnělkou s kulovitou bliznou.

## Opylování
Ve květech jsou okolo třídílného semeníku žlázky produkující množství nektaru. Květy jsou nejčastěji opylovány medosavými ptáky kteří jsou na jeho sběr speciálně vybaveni. Když vsunou do květů svůj zobák otřou se hlavou o prašníky, na peří hlavy se jim nalepí pylová zrna která následně předají vyčnívající blizně v jiném květu. Bývají to ptáci až o velikosti našeho kosa.
Plodem jsou třídílné tobolky s drobnými šedými, hnědými nebo černými bezkřídlými nebo okřídlenými semeny která mají hodně endospermu.

## Rozmnožování
Klokanky se množí poměrně snadno semeny vysetými v březnu až květnu do vlhkého písku, ve kterém vyklíčí za 15 až 40 dnů. Doporučuje se před výsevem pokrýt záhon zhruba 10 cm vrstvou listí a větviček a následně tento materiál zapálit. Po odkvětu lze rostlinu běžně rozmnožit i rozdělením trsů.
Dobře se rozmnožuje též rozřezáním oddenku na části, podmínkou je aby na každé byl vyvinutý pupen. Hybridní rostliny žádoucích barev jsou komerčně šířeny množením rostlinných explantátů ve specializovaných závodech.

## Význam
Klokanka je uznávana v zahradnictví jako nenáročná rostlina na výzdobu parků a skalek. Nejvíce je ale úspěšná jako výborná rostlina k řezu, jsou ceněny rostliny s dlouhými stonky a atraktivně barevnými sametovými květy které vydrží ve váze dva až čtyři týdny. Pěstuje se ve specializovaných zahradnictvích nejen v Austrálii, ale i ve Spojených státech amerických nebo v Jižní Africe.
Křížením mezi jednotlivými druhy a následným šlechtěním bylo vypěstováno mnoho různobarevných variet s odlišným počtem květů i délkou stonků. Jsou také vypěstovány rostliny které mohou po několik let bez přesazování růst ve větší nádobě a lze je v nepříznivých klimatických oblastech snáze přenášet před nepřízní počasí. Pro oblíbenost rodu hraje i to, že rostliny rozkvétají s příchodem zimního období na severní polokouli.

## Taxonomie
Je uznáváno těchto 11 druhů rodu klokanka:
- Anigozanthos bicolor Endl.
- Anigozanthos flavidus DC. – klokanka žlutavá
- Anigozanthos gabrielae Domin
- Anigozanthos humilis Lindl.
- Anigozanthos kalbarriensis Hopper
- Anigozanthos manglesii D. Don – klokanka Manglesova
- Anigozanthos onycis A. S. George
- Anigozanthos preissii Endl.
- Anigozanthos pulcherrimus Hook.
- Anigozanthos rufus Labill. – klokanka ryšavá
- Anigozanthos viridis Endl.[10]